# Amolops formosus
Espèce
Synonymes
- Polypedates formosus Günther, 1876 "1875"
- Rana formosa (Günther, 1876)

Statut de conservation UICN

 LC  : Préoccupation mineure
Amolops formosus est une espèce d'amphibiens de la famille des Ranidae.

## Répartition
Cette espèce se rencontre :
- dans le Nord du Bangladesh ;
- en Inde dans les États d'Himachal Pradesh, de Sikkim, de Manipur, du Bengale-Occidental, de Nagaland, de Meghalaya, d'Arunachal Pradesh et d'Assam ;
- au Népal.

Sa présence est incertaine au Bhoutan.

## Publication originale
- Günther, 1876 "1875" : Third report on collections of Indian reptiles obtained by the British Museum. Proceedings of the Zoological Society of London, vol. 1875, p. 567-577 (texte intégral).